# Кропивницкая, Валентина Евгеньевна
Валенти́на Евге́ньевна Кропивни́цкая (16 февраля 1924, Москва — 23 декабря 2008, Париж) — советская и французская художница.

## Биография
Родилась в Москве 16 февраля 1924 года. Живописи училась у отца, Евгения Кропивницкого, и в районной художественной школе.
В 1978 году вместе с мужем, Оскаром Рабиным, эмигрировала. Поселились в Париже.

### Семья
1. Кропивницкий, Евгений Леонидович — отец, поэт, художник, композитор.
2. Потапова, Ольга Ананьевна — мать, художница.
3. Кропивницкий, Лев Евгеньевич — брат, художник, поэт, искусствовед.
4. Рабин, Оскар Яковлевич — муж, художник
  1. Рабин, Александр Оскарович (1952 - 1994) — сын, художник
    1. Кропивницкий, Дмитрий Александрович - внук

  2. Кропивницкая, Екатерина (1949—2020) — дочь
    1. Кропивницкий, Пётр Андреевич - внук

## Работы находятся в собраниях
- Музей «Другое искусство», Москва.

## Персональные выставки
- 2007 — «Оскар Рабин, Валентина Кропивницкая, Александр Рабин». ГМИИ им. А. С. Пушкина, Москва.

## Цитаты
«Валентина Кропивницкая, во всем помогавшая мужу и его поддерживавшая, как художник избрала путь метафизического эскапизма, создавая карандашом, тушью или фломастером изящные рисунки-пейзажи. Условные или узнаваемые (древне)русские ландшафты населяют фантастические существа — полулюди, полузвери, не то ослики, не то лошадки, длинноухие, с тонкими гибкими конечностями, с печальным взглядом раскосых глаз. Её графику можно было бы обвинить в салонности или простодушной девичьей наивности, если бы в каждом листе не сквозил искренний лиризм, противостоящий окружающей прозе жизни. Кропивницкая изобрела свой универсум как альтернативу тому самому Лианозову, который для неё, как и для Рабина, стал символом всей страны. А может быть, и как альтернативу всему подлунному миру: в Париже она по-прежнему рисует все те же „сады“, „домики“, „сарайчики на берегу реки“ и все тех же печальных андрогинов-фавнов» — Ф. Ромер.

## Видео
- Трейлер на YouTube / «Валентина Кропивницкая: В поисках потерянного рая». Фильм Евгения Цымбала и Александра Смолянского, 2015